# Заячий заповедник
«Заячий заповедник» — советский художественный комедийный фильм, снятый режиссёром Николаем Рашеевым в 1972 году, однако выпущенный в прокат только в 1986 году. Производство киностудии им. Довженко.

## Сюжет
О мошенниках, обманывающих людей в заповеднике без зайцев, и о неожиданной находке — источнике минеральной воды. Мошенники строят конвейер для добычи воды, но обманывают друг друга и получают заслуженное наказание. Комедийная сатира на человеческие пороки и честолюбие.

## В ролях
- Ирина Соколова — жена директора
- Наталья Боровкова — Анфиса
- Евгений Лебедев — директор заповедника
- Александр Калягин — Сермягин
- Лев Дуров — Мазаев
- Александр Хочинский — Жора
- Александр Потапов — Юра

## Съёмочная группа
- Автор сценария: Василий Решетников
- Режиссёр-постановщик: Николай Рашеев
- Оператор-постановщик: Феликс Гилевич
- Художник-постановщик: Виктор Мигулько
- Композитор: Владимир Дашкевич
- Звукооператор: Леонид Вачи
- Режиссёр: Олег Гойда
- Оператор: Майя Степанова
- Художник по костюмам: Г. Фомина
- Художник по гриму: Е. Эмма
- Художник-декоратор: М. Малинский
- Комбинированные съёмки
  - Художник: Михаил Полунин
  - Оператор: М. Бродский
  - Мастер-пиротехник: А. Журавлёв
  - Монтаж: Е. Лукашенко
  - Редактор: В. Юрченко
- Ассистенты:
  - режиссёра: Вячеслав Криштофович, Людмила Кавицкая
  - оператора: А. Червец, А. Лакитонов, Лесь Зоценко
  - художника по костюмам: Е. Лежен
  - звукооператора: Александр Кузьмин
- Государственный симфонический оркестр УССР
  - Дирижёры: Стефан Турчак, Владимир Кожухарь, Игорь Ключарёв
- Директоры картины: Я. Киевский, Роберт Раинчковский, Я. Забутый

## Комментарии
1. ↑  Согласно финальным титрам ― в 1973 году.
2. ↑  Согласно книге «Советские художественные фильмы. Аннотированный каталог (1974-1975)» ― в 1974 году[2].
3. ↑  Согласно книге «Домашняя синематека. Отечественное кино (1918-1996)» ― в 1988 году[1].